# 布勞爾湖
52°12′06″N 13°48′04″E / 52.20162°N 13.801221°E

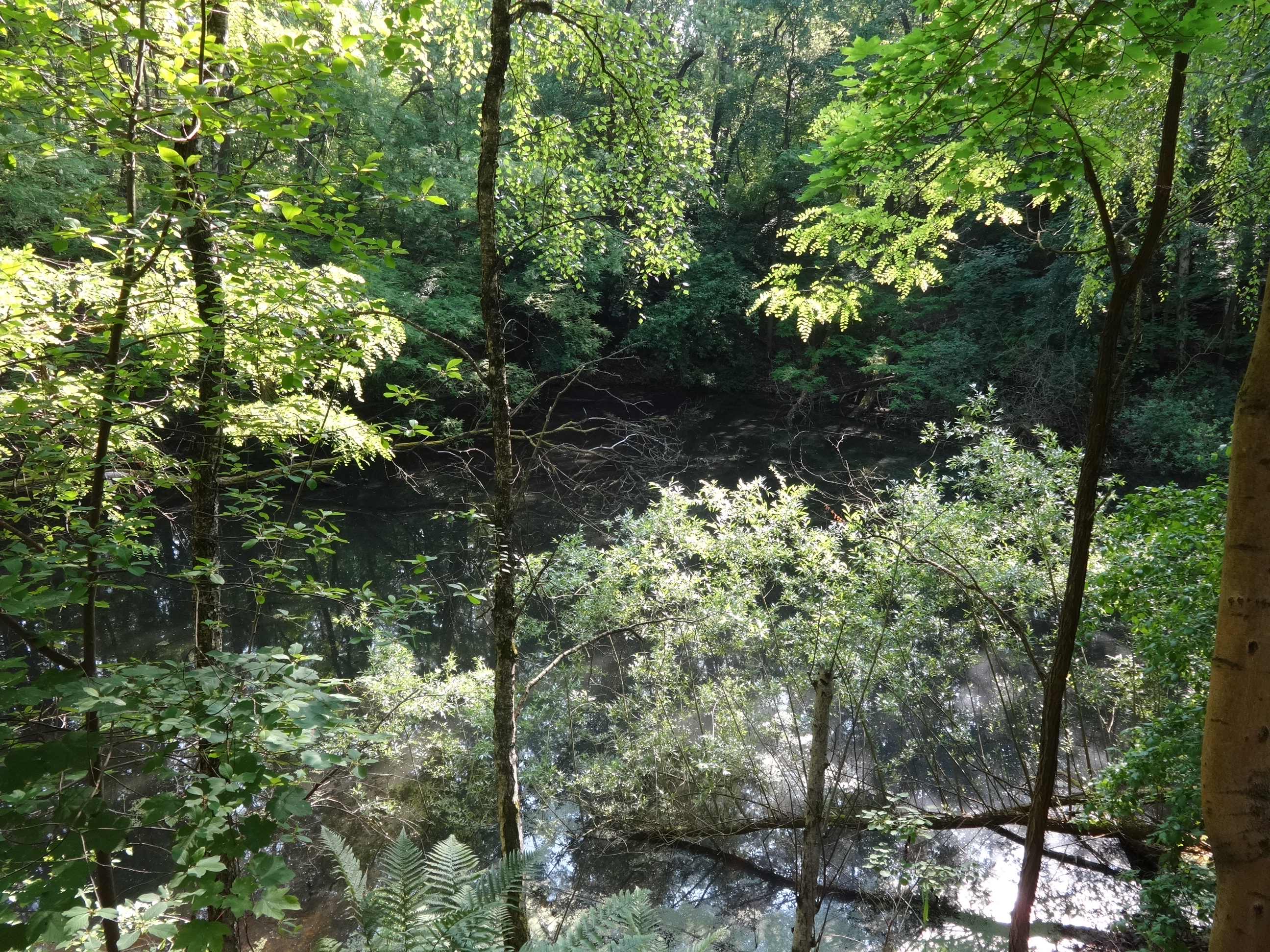

布勞爾湖（德語：Blauer See），是德國的湖泊，位於該國東北部，由勃蘭登堡州負責管轄，處於海德塞，長0.2公里、寬0.1公里，面積0.02平方公里，海拔高度45米，該湖用作捕魚。